# NGC 6756
NGC 6756 is een open sterrenhoop in het sterrenbeeld Arend. Het hemelobject werd op 21 augustus 1791 ontdekt door de Duits-Britse astronoom William Herschel.

## Synoniemen
- OCL 99